# Leonardo Henrichsen
Leonardo Henrichsen Ferrari (Buenos Aires, Argentina, 29 de mayo de 1940-Santiago, Chile, 29 de junio de 1973) fue un camarógrafo y periodista argentino. Fue asesinado en Chile mientras reportaba la sublevación militar conocida como el Tanquetazo.

## Biografía
Leonardo Henrichsen nació en Buenos Aires, hijo del sueco (aunque criado en Argentina) Kjëll Anders Leonard Henrichsen (hijo de Emil Henrichsen, nacido en Dinamarca y de la sueca Martha Ahrén, nativa de Gotemburgo) y Elcira, una argentina de ascendencia inglesa y criolla (hija de Manuel Jovino Ferrari Olazábal y la inmigrante inglesa Nancy Cobett Jackson).
Recibió una cámara cinematográfica en su niñez, y fue aprendiz en Sucesos Argentinos, el primer noticiero cinematográfico argentino. Su mentor fue el fotoperiodista Tadeo Bortnowski, quien fue corresponsal de guerra durante la II Guerra Mundial.
Tras el cierre de Sucesos Argentinos en 1955, Henrichsen fue contratado por la televisora pública Canal 7, donde se transformó en un camarógrafo de noticias conocido a nivel internacional. Se casó con Patricia Mac Farlane en 1962, con quien tuvo tres hijos.
El golpe de Estado de 1963 contra el presidente de la República Dominicana Juan Bosch fue el primer golpe de Estado cubierto por Henrichsen. Su cobertura del movimiento de protesta argentino de 1969, conocido como el Cordobazo, llamó la atención de la SVT, televisora pública sueca, que lo contrató en 1969.
Tras haber cubierto catorce violentos golpes de Estado para el programa de SVT Rapport, Henrichsen fue designado a la sede de la televisora en Santiago de Chile, para cubrir los hechos ocurridos en ese país bajo la presidencia del socialista Salvador Allende. Trabajando con el corresponsal Jan Sandquist, su primer trabajo fue cubrir el paro de camioneros de octubre de 1972, realizado en protesta por las expropiaciones realizadas por el gobierno de la Unidad Popular.

## Muerte
El 29 de junio de 1973 Henrichsen se encontraba en el Hotel Crillón con Jan Sandquist, planeando la entrevista que realizarían al senador comunista Volodia Teitelboim ese día, cuando escucharon los primeros disparos de la sublevación militar liderada por el teniente coronel Roberto Souper, que sería llamada el Tanquetazo.
Henrichsen y Sandquist decidieron salir a filmar los acontecimientos en el centro de Santiago. Mientras grababa imágenes de una patrulla militar en la intersección de las calles Agustinas y Morandé, a una cuadra del Palacio de La Moneda, Henrichsen fue asesinado por uno de los uniformados, el cabo Héctor Hernán Bustamante Gómez. Su muerte fue lo último que registró con su cámara. Las imágenes fueron reveladas en secreto en un laboratorio argentino y dadas a conocer en Chile casi un mes más tarde, el 24 de julio mediante un noticiero cinematográfico realizado por Chilefilms, provocando un profundo impacto en el país y en el mundo entero.
La identidad del militar que asesinó al camarógrafo no fue revelada sino hasta 2005, cuando el periodista chileno Ernesto Carmona encontró los documentos del juicio que se realizó a los militares del Tanquetazo (caratulado como 2765/73) e identificó al cabo Bustamante. Ese año, Josephine y Andrés Henrichsen, dos de los tres hijos del periodista, se querellaron contra el militar. En 2006 la jueza Romy Rutherford declaró la prescripción del delito. La Corte de Apelaciones de Santiago decidió investigar esta muerte y la de otros tres argentinos el 25 de septiembre de 2007; sin embargo, Héctor Bustamante falleció en enero de 2008, cuando aún no había finalizado la investigación del caso.

## Homenajes póstumos

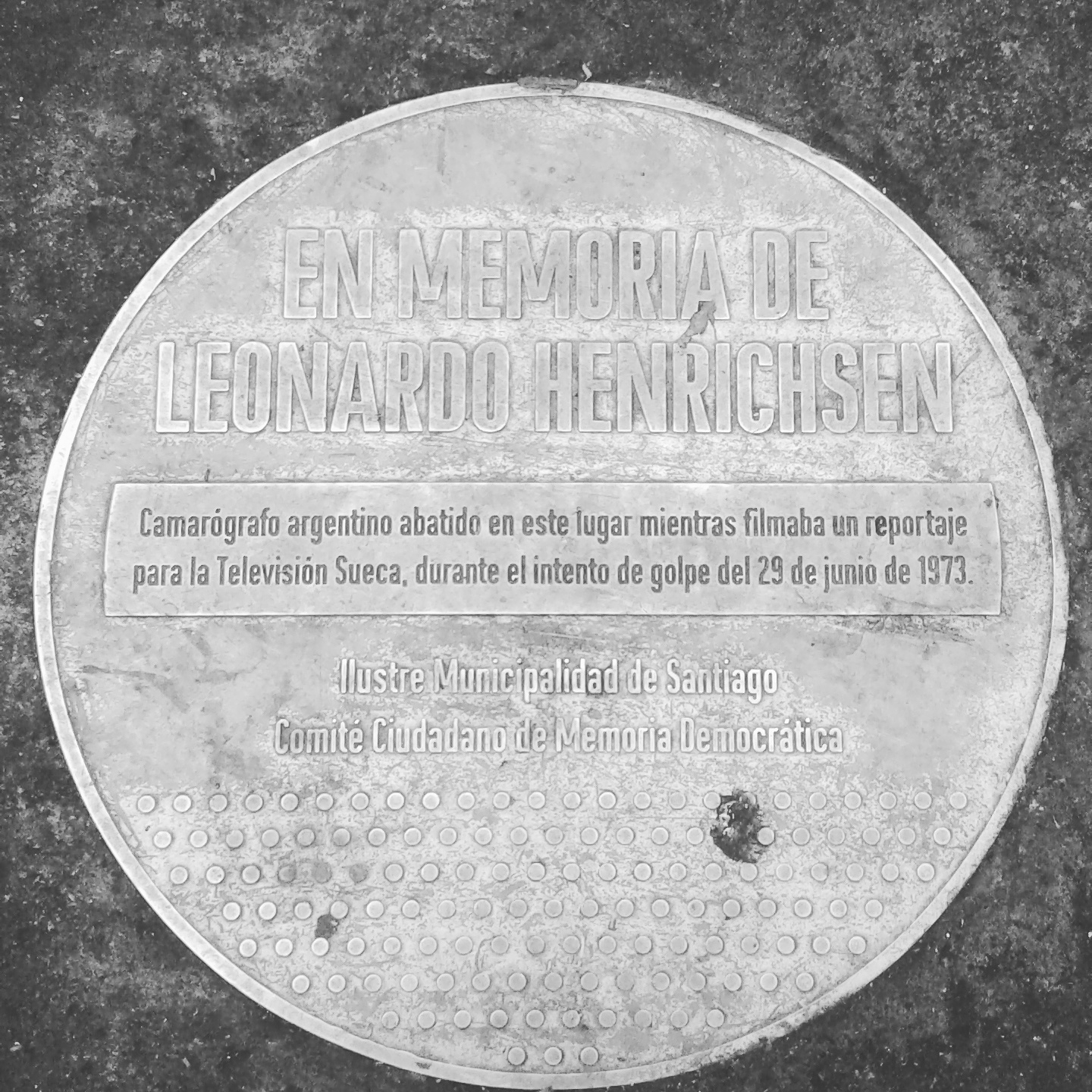
Placa en memoria de Leonardo Henrichsen en el lugar que cayó en calle Agustinas.

En 1989, el Congreso de la Nación Argentina estableció el 29 de junio como el "Día Nacional de Camarógrafo Argentino", en memoria de Henrichsen.
El cineasta Patricio Guzmán dedicó su afamado documental La batalla de Chile a Henrichsen, en el cual se muestran además las últimas imágenes grabadas por el periodista argentino.
El 29 de junio de 2013, día en que se cumplieron cuarenta años de la muerte de Henrichsen, la alcaldesa de Santiago Carolina Tohá instaló una placa conmemorativa en el lugar exacto donde el periodista fue asesinado, en la esquina de Agustinas y Morandé.